# 小坂久々野バイパス
小坂久々野バイパス（おさかくぐのバイパス）は、岐阜県の下呂市から高山市に至る、国道41号バイパスである。2013年(平成25年)11月2日に開通した。
当該区間の国道41号現道は10.6kmもの長距離に渡り異常気象時に通行が規制され、迂回路線もない。こういった問題を解消すべく計画された道路である。全長2.2kmのバイパス区間のうち大半の1.5kmをトンネル（小坂久々野トンネル）が占める。
なお、国土交通省のホームページ等では阿多粕改良（あたがすかいりょう）という事業名が併記されている。

## 概要
- 起点 岐阜県下呂市小坂町柏原
- 終点 岐阜県高山市久々野町渚
- 全長 2.2km
- 規格 第3種2級
- 道路幅員
  - 一般部 10.0m
  - 橋梁部 9.5m
  - トンネル部 9.0m
- 車線数 2車線
- 車線幅員 3.5m
- 設計速度 60km/h